# Brasile ai Giochi della XVI Olimpiade
Il Brasile ha partecipato ai Giochi della XVI Olimpiade svoltesi a Melbourne dal 22 novembre all'8 dicembre 1956 ed a Stoccolma dall'11 al 17 giugno dello stesso anno (solo per gli eventi equestri), con una delegazione di 47 atleti di cui 1 donna. Ha conquistato una medaglia d'oro con Adhemar da Silva nel Salto triplo bissando il successo di Helsinki.

## Medaglie
| Medaglia | Atleta           | Sport            | Evento       |
| -------- | ---------------- | ---------------- | ------------ |
| Oro      | Adhemar da Silva | Atletica leggera | Salto triplo |

### Medaglie per disciplina
| Sport            | Oro | Argento | Bronzo | Totale |
| ---------------- | --- | ------- | ------ | ------ |
| Atletica leggera | 1   | 0       | 0      | 1      |

## Risultati

### Pallacanestro
| Atleta | Classifica |
| --- | ---------- |
| V · D · M Nazionale brasiliana - Pallacanestro ai Giochi della XVI Olimpiade 3 Algodão · 4 Nélson Lisboa · 5 Wlamir · 6 Angelim · 7 Jamil · 8 Wilson · 9 Jorge Olivieri · 10 Mayr · 11 Edson Bispo · 12 Zé Luiz · 13 Fausto · 14 Amaury · All. Mário Amâncio Duarte | 6°         |
| Nazionale brasiliana - Pallacanestro ai Giochi della XVI Olimpiade |            |
| 3 Algodão · 4 Nélson Lisboa · 5 Wlamir · 6 Angelim · 7 Jamil · 8 Wilson · 9 Jorge Olivieri · 10 Mayr · 11 Edson Bispo · 12 Zé Luiz · 13 Fausto · 14 Amaury · All. Mário Amâncio Duarte                                                                              |            |